# Посольство України в Ботсвані
Посольство України в Республіці Ботсвана — дипломатична місія України в Ботсвані.

## Завдання посольства
Основне завдання Посольства України в Республіці Ботсвана — представляти інтереси України, сприяти розвиткові політичних, економічних, культурних, наукових та інших зв’язків, а також захищати права та інтереси громадян і юридичних осіб України, які перебувають на території Республіки Ботсвана.
Посольство сприяє розвиткові міждержавних відносин між Україною та Ботсваною на всіх рівнях, з надання допомоги гармонійного розвитку взаємних відносин, а також співробітництва з питань, що становлять взаємний інтерес. Посольство виконує також консульські функції.

## Історія дипломатичних відносин
11 лютого 1992 року Республіка Ботсвана визнала незалежність України .
3 березня 2004 року підписано Спільну Декларацію про встановлення дипломатичних відносин між Україною та Республікою Ботсвана в м. Нью-Йорк.  
13 грудня 2004 року Указом Президента України №1470/2004 Надзвичайним і Повноважним Послом України в Республіці Ботсвана призначено Скуратовського Михайла Васильовича, який став першим послом України в Ботсвані за сумісництвом. Обіймав посаду 1,5 роки до 14 червня 2006 року .
17 червня 2021 року Указом Президента України №252/2021 Надзвичайним і Повноважним Послом України в Республіці Ботсвана за сумісництвом призначено Абравітову Любов Олександрівну , яка була відкликана 19 серпня 2024 року .
19 серпня 2024 року призначено Сивака Олексія Володимировича Надзвичайним і Повноважним Послом в Ботсвані. Першим з резиденцією в Габороне .
У квітні 2024 року в м. Габороне відбулась інавгурація Посольства України в Республіці Ботсвана разом із Спеціальним представником України з питань Близького Сходу та Африки Максимом Субхом.

## Економічні відносини між Україною та Ботсваною
За підсумками 9 місяців 2023 року обсяг двосторонньої торгівлі товарами між Україною та Республікою Ботсвана склав 799,5 тис. дол. США. та збільшився в 3,7 раза у порівнянні з аналогічним періодом 2022 року. При цьому експорт склав 23,4 тис. дол. США (зменшення у 2,8 раза), який представлений на 81,3% або 19,0 тис. дол. США фармацевтичною продукцією (зменшення на 0,3%), на 10,6% або 2,5 тис. дол. США електричними машинами (зростання у 2,1 раза) та на 8% або 1,9 тис. дол. США приладами та апаратами оптичними, фотографічними (зменшення на 31,2%). 
Імпорт представлений на 100% перлами природніми або культивованими, дорогоцінним або напівдорогоцінним камінням і склав 776,1 тис. дол. США (збільшення у 5,2 раза). Негативне сальдо для України за цей період склало 752,7 тис. дол. США.
Серед перспективних напрямів торговельно-економічної взаємодії між Україною та Ботсваною слід виділити: 
1. Сільське господарство, зокрема збільшення українських поставок зернових та інших сільськогосподарських культур;
2. Ринок харчових продуктів зокрема, молочної продукції, м’яса птиці, напоїв, кондитерських виробів;
3. Туризм.

## Координати
24° 39′ 21.73″ пд. ш 25° 55′ 9.88″ сх. ш